# 백성운수
백성운수(白城運輸)는 경기도 안성시의 시내버스 회사이고 본사는 경기도 안성시 금석길 14 (당왕동 357-4)에 위치해 있다. 여기에서 백성이라는 사명은 안성시의 옛이름 (통일신라시대의 지명)인 백성군(白城郡)에서 유래되었다. 계열사로는 평택시내버스 회사인 평택여객이 있다.

## 역사
1988년 7월 30일 용인시 소재 경남여객에서 분리 창업하였으며, 1998년 최종 부도처리된 대신여객의 평택 - 안성 - 장호원 - 여주간 완행버스 노선을 양수하였다(현 37번과 70번 노선의 모태). 2007년에는 노사분규 이후 최종 부도처리된 평택 ~ 안중 노선 버스업체 성호여객의 차량, 노선권을 양수, 계열사인 평택여객 등을 설립하였다.

## 현황
2021년 1월 기준이다.
| 운행업체 | 보유 노선수 | 보유 노선수 | 보유 노선수 | 보유 노선수 | 보유 노선수 | 등록 대수 | 등록 대수 | 등록 대수 | 등록 대수 | 등록 대수 |
| -------- | ----------- | ----------- | ----------- | ----------- | ----------- | --------- | --------- | --------- | --------- | --------- |
| 운행업체 | 노선 합계   | 광역급행    | 직행좌석    | 1반좌석     | 시내1반     | 대수 합계 | 광역급행  | 직행좌석  | 1반좌석   | 시내1반   |
| 백성운수 | 80          | 1           | -           | -           | 79          | 103       | 6         | -         | -         | 97        |

## 운행 노선

### 도시형버스
- ● 1번 : 안성종합버스터미널 - 내리
- ● 1-1번 : 하나로마트 - 방축리
- ● 1-2번 : 봉산로터리 - 신령리.수산나네집
- ● 1-3번 : 안성종합버스터미널 - 죽리
- ● 1-4번 : 하나로마트 - (舊)공도정류장
- ● 1-5번 : 봉산로터리 - 당촌리
- ● 1-6번 : 하나로마트 - 양성터미널
- ● 1-8번 : 두원공업고등학교 - 주정동
- ● 1-9번 : 하나로마트 - 양성터미널
- ● 2번 : 인삼농협앞 - 연내동
- ● 2-1번 : 인삼농협앞 - 조령
- ● 2-2번 : 태영아파트 - 홍익아파트
- ● 2-3번 : 태영아파트 - 홍익아파트
- ● 2-5번 : 인삼농협앞 - 연내동
- ● 2-6번 : 인삼농협앞 - 연내동
- ● 2-8번 : 인삼농협앞 - 조령
- ● 2-11번 : 성모병원입구 - 홍익아파트
- ● 3번 : 일죽터미널 - 삼성터미널
- ● 3-1번 : 죽산터미널 - 하장경로당
- ● 3-2번 : 죽산터미널 - 산직.칠장사
- ● 3-3번 : 죽산터미널 - 덕산낚시터
- ● 3-4번 : 죽산터미널 - 거곡
- ● 3-5번 : 죽산터미널 - 일죽터미널
- ● 3-7번 : 일죽터미널 - 산북리마을회관
- ● 3-8번 : 일죽터미널 - 대죽4리입구
- ● 3-9번 : 일죽터미널 - 율동경로당
- ● 3-11번 : 일죽터미널 - 죽림리
- ● 5번 : 안성종합버스터미널 - 독정리
- ● 5-1번 : 인지사거리 - 늑동
- ● 5-2번 : 안성종합버스터미널 - 독정리입구
- ● 5-5번 : 대우아파트 - 금화아파트
- ● 7번 : 안성종합버스터미널 - 원곡제일오투그란데아파트
- ● 7-1번 : 안성종합버스터미널 - 송정아파트(송정아파트에 입주가 시작될 무렵 개통됨. 서희스타힐스 입주 이후 개통된 11번(안성터미널~아양지구~중앙대) 노선을 흡수하면서 아양지구 서희스타힐스를 경유하게 됨)
- ● 7-2번 : 안성종합버스터미널 - 양성터미널
- ● 7-3번 : 안성종합버스터미널 - 신용정
- ● 7-4번 : 하나로마트 - 산하리
- ● 7-5번 : 공도시외버스정류장 - 양성터미널
- ● 7-6번 : 공도시외버스정류장 - 원곡지방산업단지
- ● 7-7번 : 공도시외버스정류장 - 양성터미널
- ● 7-8번 : 임광그대가아파트 - 임광그대가아파트
- ● 8-1번 : 대우경남아파트 - 내리삼거리
- ● 8-2번 : 안성종합버스터미널 - 법전리법전 (구 10-8번)
- ● 10-2번 : 안성종합버스터미널 - 신계리
- ● 10-4번 : 인지사거리 - 농협안성농식품물류센터
- ● 10-6번 : 인지사거리 - 미양면사무소
- ● 10-7번 : 안성종합버스터미널 - 개리촌마을회관
- ● 15번 : 인삼농협 - 원삼
- ● 15-1번 : 인삼농협 - 남풍리
- ● 15-2번 : 인삼농협 - 북가현리
- ● 15-3번 : 인삼농협 - 동양리
- ● 15-4번 : 인삼농협 - 서삼
- ● 17번 : 죽산터미널 - 광혜원면(과거엔 용인시 소재 경남여객이 10번으로 '수원 - 용인 - 죽산 - 광혜원'을 오갔지만 후에 수원역~죽산(10번), 죽산~광혜원(10-1번)으로 분리됨. 이후 안성시 소재 백성운수가 인수하면서 10-1번이 17번으로 번호가 변경됨. 현재 10-1번은 '백암~죽산' 노선에 새로 부여된 상태)
- ● 20번 : 안성종합버스터미널 - 청룡사
- ● 20-1번 : 인지사거리 - 독정리
- ● 20-2번 : 인지사거리 - 서운면사무소
- ● 20-3번 : 인지사거리 - 독정리
- ● 20-6번 : 인지사거리 - 서운면사무소
- ● 35번 : (舊)안성터미널 - 백암터미널
- ● 35-2번 : 삼죽 - 백암터미널
- ● 37번/37-1번 : (舊)안성터미널 - 여주터미널(저상버스 운행)(1998년에 안성시 소재 대신여객이 부도처리된 후 안성시 소재 백성운수가 이 노선을 인수하여 37번을 부여해서 운행하기 시작. 2016년에 안성차고지 소속차량이 37번으로, 여주터미널 소속차량이 37-1번으로 분할됨)
- ● 38-1번 : 인삼농협앞 - 기동
- ● 50-1번 : 안성종합버스터미널 - 쌍지리
- ● 50-2번: 안성종합버스터미널 - 사동
- ● 50-3번: 안성종합버스터미널 - 쌍령
- ● 50-5번: 대천공판장 - 양성터미널
- ● 50-6번: 대천공판장 - 호동
- ● 50-7번: 안성종합버스터미널 - 미리내성지
- ● 50-8번: 대천공판장 - 미리내성지
- ● 60번: 안성종합버스터미널 - 미리내성지 (60번 계통 양성, 미리내 지역 운행)
- ● 60-1번: 하나로마트 - 무능리
- ● 60-3번: 안성종합버스터미널 - 미리내성지 (60번 계통 양성, 미리내 지역 운행)
- ● 70번: 안성종합버스터미널 - 평택시외버스터미널 (70번 계통, 공도 ~ 평택 지역 운행)
- ● 90번: 안성의료원 - 안성고교 - 안성맞춤아트홀 - 구 안성터미널 - 안성의료원 (2025년 8월 15일 개통예정)
- ● 91번: 안성파밀리에 - 안성의료원 - 중앙도서관 - 구 안성터미널 - 봉산로타리 - 서희스타힐스 - 안성파밀리에 (2025년 7월 28일 개통예정)
- ● 100번: 인삼농협앞 - 석남사, 장죽리, 상중리 (100번 계통 개산리, 상중리 지역 운행)
- ● 100-1번: 인삼농협앞 - 발화동
- ● 100-2번: 인삼농협앞 - 보개도서관
- ● 100-3번: 인삼농협앞 - 서운면사무소
- ● 370번: 일죽터미널 - 평택시외버스터미널
- ● 380번: 안성종합버스터미널 - 평택시외버스터미널 - 일죽터미널[2]
- ● 770번: 안성종합버스터미널 - 신건지동 - 신령리 - 칠곡리 - 원곡면행정복지센터 - 평택지제역 (2025년 1월 1일 노선신설)

### 직행좌석버스
- ● 4305번: 안성종합버스터미널 - 한경국립대학교 - 공도시외버스터미널 - 가천대 - 장지역 - 문정역 (2025년 6월 16일 노선신설)

## 이전 보유 노선
- ● 10-1번 : 안성종합버스터미널 - 성환터미널
- ● 38번
- ● 55번: 안성 - 평택 - 안중 (2012-02-01 이전까지는 평택호까지 운행했다. 2012-04-01 폐선)
- ● 88번/88-1번: 안성의료원 - 안성의료원 (안성 시내 순환)
- ● 95번: 용이동 - 평택호 (2010년경 평택여객에서 인수, 직후 55번으로 노선번호 변경)
- ● 370-1번
- ● 370-2번
- ● 700번 : 안성종합버스터미널 - 평택역(2012년 4월 1일 신설. 2016년 4월 초경 평택여객으로 양도)

## 운행 차종
전 차량이 하이거 버스와 CRRC 중국중차와 현대자동차의 버스 차종으로 운행 중이다.
- 현대 카운티
- CRRC 그린웨이 720
- 현대 그린시티
- 현대 뉴 슈퍼 에어로시티
- 현대 저상 뉴 슈퍼 에어로시티
- 현대 일렉시티
- 현대 뉴 프리미엄 유니버스 프라임
- 하이거 하이퍼스

## 갤러리

안성시내버스 10-1번
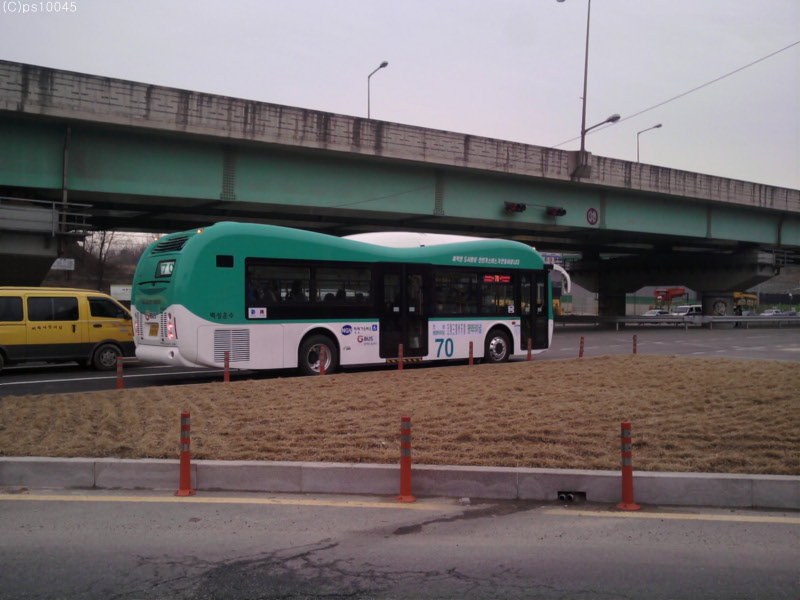
안성시내버스 70번